# Micrasema nigrum
Micrasema nigrum är en nattsländeart som först beskrevs av Brauer 1857.  Micrasema nigrum ingår i släktet Micrasema och familjen bäcknattsländor. Inga underarter finns listade i Catalogue of Life.